# Dino Saluzzi
Timoteo "Dino" Saluzzi (n. 20 de mayo de 1935; Campo Santo, provincia de Salta), es un bandoneonista y compositor argentino. Destaca por su estilo único forjado en la fusión entre el tango, el folklore argentino, el jazz y la música contemporánea.
Fue un pionero del folklore de proyección en Argentina. A partir de la década de 1980, se convirtió en un exponente notable del sonido característico del sello ECM Records, grabando con músicos de la talla de Charlie Haden, Enrico Rava, Al Di Meola, Charlie Mariano, Tomasz Stanko y Gidon Kremer, más ensambles como el Rosamunde Quartett y la Metropole Orkest, entre otros. Esto lo llevó a destacarse como uno de los músicos argentinos más reconocidos a nivel mundial.

## Actividad profesional
Dino Saluzzi es hijo del popular compositor e instrumentalista carpero Cayetano Saluzzi, siendo hermano de los también músicos Celso y Félix Saluzzi. Ya desde niñó tocaba el bandonéon. En Buenos Aires. estudió composición con Jacobo FIscher, y comenzó a ganarse la vida tocando en orquestas de tango como la de Alfredo Gobbi o la de Radio El Mundo. Al mismo tiempo obtenía pequeños ingresos participando en ensambles de jazz, como el grupo del reconocido saxofonista Gato Barbieri. 
A partir de estas experiencias desarrolló un muy personal estilo para la ejecución del bandoneón, inspirado en los desarrollos pioneros de Astor Piazzolla y el tango de vanguardia. Buscando explorar el terreno de la fusión entre el tango y otros géneros, interpretó clásicos del folklore argentino en sus álbumes como solista y acompañando a Los Chalchaleros. Notablemente, participó en el álbum 4.º L. P. de León Gieco tocando el bandoneón en la famosa composición Sólo le pido a Dios. En 1981 acompañó a Piero en la producción de varios discos, junto a su banda musical "Prema". 
Progresivamente, su sonido fue incorporando más elementos de jazz. Acabó por unirse a la banda de George Gruntz, con la que salió de gira por Europa. Para grabar su último álbum en Argentina, Vivencias (RCA Victor, 1984), armó un grupo electrónico conformado por Quique Sinesi, Beto Satragni y Horacio López, ya plenamente inmerso en la fusión de folklore, rock y jazz, en el marco del movimiento del folklore de proyección.
En Europa fue contactado por el productor Manfred Eicher para comenzar su larga y fructífera colaboración en ECM Records. Saluzzi se convirtió en uno de los artistas cabeceras del sello, muy reputado en la época por su promoción de un sonido suave e intimista, abierto a la fusión de músicas del mundo en clave contemporánea para trascender las barreras de los géneros musicales.
En la década de 1980, Saluzzi alternó sus álbumes en solitario (Kultrum, Andina) con celebradas colaboraciones con músicos de peso de la escena del jazz europeo, como Charlie Haden (Once Upon a Time - Far Away in the South), Enrico Rava (Volver) y Charlie Mariano. Fue elegido para acompañar en el bandoneón al guitarrista Al Di Meola para su álbum World Sinfonia (Tomato, 1991). La plaza estaba originalmente reservada al mismísimo Astor Piazzolla, quien se vio imposibilitado de participar por el accidente cerebrovascular que desembocó en su muerte. La colaboración se repetiría en Di Meola Plays Piazzolla (Mesa/Bluemoon, 1996). 
En 1991, Saluzzi grabó un álbum con sus hermanos. Félix y Celso, y su hijo José María Saluzzi en guitarra. Este "proyecto familiar" adoptó el nombre de Dino Saluzzi Group y realizó un tour por muchos países. En 1997 grabó Cité de la Musique (ECM) con su hijo y el bajista Marc Johnson. Dos pistas del álbum -"Gorrión" y "Coral Para Mi Pequeño Y Lejano Pueblo"- fueron usadas por Pedro Almodóvar en su película Todo sobre mi madre. 
Al año siguiente, grabó un álbum acompañado del Rosamunde Quartett, con el que actuaría por varios años incorporando la música de cámara a su amplio repertorio. El trabajo halló una continuación en la colaboración de Saluzzi con Anja Lechner, violonchelista del conjunto. Con ella grabaría dos álbumes de estudio (Ojos Negros y Navidad en los Andes) y uno en vivo.
En 2004 estuvo en una publicitada gira por Brasil con el compositor e instrumentalista Egberto Gismonti, con el que ha compartido muchos episodios musicales en el pasado. Al año siguiente vuelve a grabar con el Dino Saluzzi Group para el álbum Juan Condori (ECM, 2006).
Al hacer una música de vanguardia y realizar la mayor parte de su carrera en Europa, el reconocimiento de Saluzzi tardó en llegar a su país de origen. Esta tendencia comenzó a revertirse en el nuevo milenio, en parte gracias a la película documental Saluzzi, ensayo para bandoneón y tres hermanos, dirigida por Daniel Rosenfeld y estrenada en 2001. En 2005 la Fundación Konex le otorgó el Diploma al Mérito de los Premios Konex como uno de los mejores instrumentistas de la década en Argentina. En 2015 recibió el Konex de Brillante -máximo galardón que otorga la fundación- al máximo referente de la Música Popular en el país. En 2023 publicó su primer libro, de carácter autobiográfico musical. 

## Discografía

### Como líder
- Soy Buenos Aires - Pedro Orillas (RCA Camden, 1970)
- De Vuelta a Salta (RCA Camden, 1972)
- Bandoneón Tierra Adentro (RCA Camden, 1973)
- Bandoneón Tierra Adentro Vol. 2 (RCA Camden, 1975)
- Dedicatoria (Melopea, 1977)
- Bermejo (Microfón, 1980)
- Kultrum (ECM, 1982)
- Vivencias (RCA Victor, 1984)
- Vivencias II (RCA Victor, 1984 – Editado en 1987)
- Once Upon a Time - Far Away in the South, con Charlie Haden (ECM, 1985)
- Volver, con Enrico Rava (ECM, 1986)
- Andina (ECM, 1988)
- One Night in '88, con Wolfgang Dauner y Charlie Mariano (Mood Records, 1988)
- Live in Concert (Mood Records, 1990)
- Pas de Trois (Mood Records, 1990)
- Mojotoro, con el Dino Saluzzi Group (ECM, 1991)
- Live at the Deutsche Theater, 1984 (West Wind, 1991)
- Rios, con Anthony Cox y David Friedman (Intuition, 1995)
- Cité de la Musique (ECM, 1996)
- Kultrum: Music for bandoneón and String Quartet, con el Rosamunde Quartett (ECM, 1998)
- Ajó, con Enzo Favata, (Dunya, 2000)
- Responsorium (ECM, 2001)
- Senderos, con Jon Christensen (ECM, 2002)
- Juan Condori, con el Dino Saluzzi Group (ECM, 2005)
- Ojos Negros, con Anja Lechner (ECM, 2006)
- El Encuentro, con Anja Lechner y The Metropole Orchestra/Jules Buckley (ECM, 2009)
- Giya Kancheli: Themes from the Songbook, con Gidon Kremer y Andrei Pushkarev (ECM, 2010)
- Navidad de Los Andes, con Anja Lechner y Félix Saluzzi (ECM, 2011)
- El Valle de la infancia, con el Dino Saluzzi Group (ECM, 2014).
- Albores (ECM, 2020)
- El Viejo Caminante, con José María Saluzzi y Jacob Young (ECM, 2025)

### Como acompañante
Con Los Chalchaleros
- La Cerrillana (RCA Víctor, 1972)
- Quiero Nombrar A Mi Pago (RCA Víctor, 1972)

Con Pastoral
- Atrapados en el Cielo (Cabal, 1977)

Con León Gieco
- IV LP (Music Hall, 1978)

Con Piero
- Recuerdos (Tonodisc, 1981)

Con George Gruntz
- Theatre (ECM, 1983)

Con Rickie Lee Jones
- Pop Pop (Warner Bros., 1991)

Con Al Di Meola
- World Sinfonia (Tomato, 1991)
- World Sinfonia II - Heart of the Immigrants (Tomato, 1993)
- Di Meola Plays Piazzolla (Mesa/Bluemoon, 1996)

Con Maria João
- Fábula (Verve, 1996)

Con Tomasz Stańko
- From the Green Hill (ECM, 1998)

Con Myriam Alter
- If (Enja, 2002)